# Куртиди, Владимир Георгиевич
Владимир Куртиди (груз. ვლადიმერ კურტიდი, 26 марта 1909, Тифлис — 11 декабря 1982) — грузинский советский композитор и музыкальный педагог.

## Биография
Окончил Тбилисскую государственную консерваторию им. Вано Сараджишвили в 1937 году.
Член Союза композиторов СССР с 1933 года.
С 1936 года преподавал теорию в различных музыкальных школах и колледжах в Тбилиси, а также занимался административной деятельностью.
С 1952 по 1954 год был директором 10-й Тбилисской музыкальной школы.
Автор ряда музыкальных сочинений: двух музыкальных комедий — «Хаджарати» (1939, первая в Грузии такого жанра), «Женитьба после смерти» (1958), симфонических произведений: Концерты для скрипки с оркестром (1948, 1951, 1977, 1979); 36 детских пьес для фортепиано (1950), Камерно-инструментальные композиции для фортепиано и т. п. .